# Ниса (град)
Вижте пояснителната страница за други значения на Ниса.
Нѝса (на полски: Nysa; на немски: Neiße; на чешки: Nisa) е град в Южна Полша, Ополско войводство. Административен център е на Ниски окръг и на Ниска община. Заема площ от 27,51 км2.

## География
Градът се намира в историческата област Долна Силезия. Разположен е край река Ниса Клодзка в югозападната част на войводството.

## История
Ниса е един от най-старите градове в Силезия. Мястото е заселено през 10 век, а права на град получава през 1223 г. През 1198 г. влиза в територията на епископско княжество, а в началото на 14 век става център на Ниското княжество, което просъществува до 1810 г. През този период през Ниса минава оживен път от Прага, през Ополе, към Краков. Оживлението в града довежда до строителството на много храмове, заради което Ниса получава названието Силезийски Рим.
През 1417 г. тук е създадено първото училище, което прераства в известна гимназия. През 1624 г. в града е открит йезиутския колегиум Carolinum, който по-късно става светско училище и e един от най-реномираните лицеи в тази част на Полша. В колегиума е учил един от бъдещите крале на Полша - Михал Корибут Вишньовецки.
През 1741 г. Ниса е във владенията на Прусия и е превърната в крепостен град. Това положение на града води до големи разрушения по време на войните с Наполеон. Последното използване на крепостните стени за отбрана става през март 1945 г., по време на Втората световна война, когато при превземането на града от Червената армия, той е практически разрушен.
След войната територията преминава към Полша, огромна част от живеещите в него немци се изселват и градът се заселва най-вече с преселници от бившите украински територии на Полша.

## Население
Според данни от полската Централна статистическа служба, към 1 януари 2014 г. населението на града възлиза на 44 899 души. Гъстотата е 1 632 души/км2.
Демография:
- 1880 – 20 507 души
- 1919 – 29 415 души
- 1939 – 35 433 души
- 2002 – 48 442 души
- 2003 – 49 000 души
- 2008 – 46 861 души

## Административно деление
Райони (Джелници):
| - Радошин - Подзамче - Шрудмешче - Карлов - Южна Ниса - Замлине | - Горна Веш - Шредня Веш - Долна Веш - Рохус - Йенджихов - Заводже |

## Икономика
До преди няколко години Ниса беше голям промишлен център.
Най-голямото предприятие в града беше за производство на лекотоварния автомобил Ниса. След прекратяване на производството на този модел в началото на 90-те години, предприятието произвежда лекотоварни версии на Полонез и Ситроен. През 2002 г. предприятието е консервирано.
До средата на настоящото десетилетие функционира и голямо предприятие за промишлено оборудване на редица производства.
През последните години бизнесът в Ниса е насочен към малки частни предприятия и сферата на търговията и обслужването.

## Образование, култура, туризъм
На територията на общината има 15 начални училища (от които 3 парафиални), 5 основни училища (от които 1 католическо), 4 хуманитарни гимназии (лицеи) и 4 професионални гимназии.
В града има отдел на духовна академия за мисионери, а от 2001 г. е създадена Висше държавно професионално училище, което обучава студенти по бакалавърски програми, с 3-годишен срок.
В Ниса функционира Дом на културата, Артистичен център, Държавен музей и др.
До Ниса се намира един от най-големите язовири на Полша (с площ 2000 хектара), поради което е силно развито ветроходството, включително и провеждането на международни регати. Недалече от града се намира Отмуховското езеро (също с площ 2000 хектара), което е природна и туристическа атракция. Край двете езера има изградени почивни бази и се посещават от хиляди туристи.
Поради историческите си и туристическите си обекти Ниса се посещава ежеседмично от поне 20 000 туристи от Чехия и Германия.

## Фотогалерия
- Фонтан „Тритон“
- Църква "Св. ап. Петър и Павел
- Форт Ниса
- Река „Ниса Клодзка“